# تری‌اتیلن گلیکول دی‌نیترات
تری‌اتیلن گلیکول دی‌نیترات (به انگلیسی: Triethylene glycol dinitrate) یک ترکیب شیمیایی است. شکل ظاهری این ترکیب، مایع روغنی زرد کمرنگ است.